# Roberto Basualdo
Roberto Gustavo Basualdo (n. 1957) es un empresario y político argentino, fundador del partido Producción y Trabajo. Fue Senador Nacional por San Juan durante 2005 y 2023 por el partido Producción y Trabajo e integrante del interbloque PRO.

## Carrera deportiva y política
En 1976 Basualdo se convirtió en competidor de automovilismo, compitió en el distrito de Cuyo y ganó cinco campeonatos. En 1980 junto a su padre crearon la compañía, Roberto Basualdo S.A., dedicada a la venta de productos de perfumería y limpieza. Comenzó su carrera política en el justicialismo en 1993, acompañando a Olga Riutort en las elecciones de 1995 para gobernador. En 1999, se postuló a intendente de San Juan y en 2001 fue elegido Diputado nacional. También corrió en Turismo Nacional con un Fiat 128 IAVA año 1978 de la Clase B, Ford Sierra Ghia S 2.3 en la Clase 4 o Fórmula Sierra año 1986, en la Clase 2 del Turismo Nacional año 1989 con un Volkswagen Gacel GS, debutaría en TC 2000 año 1991 con Renault Fuego GTX del equipo HM Motorsport de su coterraneo Henry Ruben Antonio Martín en 7 fechas todas que no superponga con las fechas de la Fórmula 3 Sudamericana que competia dicho piloto cuyano y con Volkswagen Gol BX año 1995 del SJ Competición con el auspicio de Gaseosas Crush y la empresa de Colectivos Larga Distancia Argencuyo en el año 1995 en el Turismo Competición 2000 con un Ford Escort Ghia con el auspicio de Vinos Termidor del equipo de Carlos Akel año 1993 y finalmente compitió en Top Race año 1998 con un Volkswagen Golf VR6 del equipo de Martin Salaverry (padre) con su compañero de equipo e hijo de la escudería Martin Salaverry (hijo) y retornando 6 años más tarde (Temporada 1999) al Turismo Competición 2000 estando preinscrito con otro Ford Escort Ghia compitiendo en 7 fechas y 14 competencias.
En 2003, fue candidato a gobernador de San Juan, perdiendo con José Luis Gioja con 41.5% frente 30.8%, pero ganándole al entonces gobernador Wbaldino Acosta que obtuvo el 19%. Apoyó a Adolfo Rodríguez Saá para la presidencia ese año.
Formó su propio partido político, Producción y Trabajo, y en 2005 fue elegido senador nacional. En 2007 compitió contra Gioja nuevamente para gobernador, por el Frente por el Cambio. Centró su campaña en la oposición a la minería a cielo abierto. Basualdo conforma la segunda fuerza política en San Juan. 
En 2007 Basualdo fue el presidente segundo del Senado, con el apoyo de partidos pequeños del interior del país.